# کاستروویلاری
کاستروویلاری (به ایتالیایی: Castrovillari) یک کومونه در ایتالیا است که در استان کزنتزا واقع شده‌است.

## خصوصیات
کاستروویلاری ۱۳۰ کیلومترمربع مساحت و ۲۲٬۳۸۳ نفر جمعیت دارد و ۳۶۲ متر بالاتر از سطح دریا واقع شده‌است.